# Семінський Олег Валерійович
Олег Валерійович Семінський (нар. 20 грудня 1973, Біла Церква, Київська область) — український підприємець, народний депутат України 9-го скликання («Слуга народу») У 2003—2011 роках був генеральним директором ЗАТ «Нафтогазвидобування».
2021 року був фігурантом кримінальної справи про власне викрадення, в причетності до якого слідством підозрюється його колишній партнер Микола Рудьковський.

## Життєпис
1991 року закінчив школу ім. Лесі Українки з поглибленим вивченням англійської мови в Києві.
1993—1998 — навчався в Київському економічному університеті (факультет «Міжнародна економіка та право», спеціальність «магістр управління міжнародним бізнесом»).
2001—2003 — навчався в Івано-Франківському технічному університеті нафти та газу (Інститут післядипломної освіти, гірничий інженер з видобування нафти та газу).
- у 1991—1992 р. — консультант в асоціації «Геос».
- у 1992—1993 рр. — консультант-перекладач МКП «Дніпро».
- з 1993 по 1996 рік — заступник директора з зовнішньоекономічних зв'язків ФСП «Фістаг-Вікторія».
- у 1997 р. — економіст відділу фінансових інвестицій Української державної кредитно-інвестиційної компанії.
- з 1998 по 2000 рр. — провідний спеціаліст відділу корпоративного управління АК «Держінвест України».
- з 2000 по 2003 — в.о. голови правління ЗАТ «Укрнафтогазтехнологія».
- з 2003 по 2011 — генеральний директор ЗАТ «Нафтогазвидобування».
- з 2011 по 2013 — голова правління ПрАТ «Нафтогазвидобування»[4][5].
- з 2015 по 2019 — заступник директора ТОВ «Ділайс».
- з 2017 по 2019 — координатор проєкту ТОВ «Стюарт Флоат Гласс»[6].

## Політична діяльність
Був помічником проросійського політика Нестора Шуфрича у Раді IV, VI та VIII скликань, Миколи Рудьковського (4 і 5 скликання) і Мендусь Ярослава (5 скликання).
2006 — на виборах до Верховної Ради — кандидат у народні депутати від Соціалістичної партії, № 72 у списку. На час виборів: гендиректор ЗАТ «Нафтогазвидобування», член СПУ.
Народний депутат України IX скл. від партії «Слуга народу», в.о. № 205, Деснянський район, частина Новозаводського району Чернігова. На час виборів: директор ТОВ «Ділайс»..

## Парламент
- Заступник голови Комітету ВРУ з питань енергетики та житлово-комунальних послуг
- Член Української частини Парламентського комітету Української частини Парламентського комітету асоціації
- Заступник співголови групи з міжпарламентських зв'язків з Швейцарією та Японією
- Член групи з міжпарламентських зв'язків з Канадою, Туреччиною, США, Польщею, Францією та Ізраїлем
- Співавтор низки законопроєктів, один із головних розробників проєкту закону № 3356-д про обов'язкове використання рідкого біопалива (біокомпонентів) у транспортній галузі, прийнятий у першому читанні[11]
- За даними громадської мережі «Опора» є одним із найбільш дисциплінованих нардепів з одним із найбільших рівнів підтримки ініціатив Президента[12]
- На посаді народного депутата України активно працює у виборчому окрузі, залучаючи на округ багатомільйонні субвенції з Державного бюджету України[13]

## Справа про викрадення
Станом на жовтень 2021 року був фігурантом кримінальної справи про власне викрадення, в причетності до якого слідством підозрюється його колишній партнер Микола Рудьковський.
У 2011 році Семінському запропонували очолити компанію «Нафтогазвидобування», усно домовившись про розподіл: Пінчук — 30 %, Рудьковський — 30 %, Шуфрич — 30 % і Семінський -10 %. По причині внутрішнього конфлікту між Шуфричем, Рудьковским і Семінським, у 2012 році компанію готували до часткового продажу. За словами Семінського, його викрали 3 лютого 2012 року, що заблокувало угоду.
За матеріалами слідства, відкритого в результаті цього, Семінського викрадачі «утримували в нелюдських умовах, систематично катували та вимагали від нього і його родичів сплатити неіснуючий борг у сумі 200 млн доларів».
23 травня 2015 року, через 3 роки, Семінського звільнили й він оголосив про своє викрадення та перебування за ґратами проти його волі. Він зокрема звинуватив у викраденні ексміністра транспорту Миколу Рудьковського.
Микола Катеринчук, адвокат юридичної компанії «Катеринчук, Моор і партнери», заявив, що в кримінальній справі Миколи Рудьковського, якого звинувачують у викраденні Семінського, є свідчення екстрасенсів.
У лютому 2021 р. правоохоронці повідомили про підозру п'ятьом особам, включаючи Рудьковського.
У СБУ заявили про розкриття викрадення Семінського у 2012 році. Наразі — депутата Слуги народу. Слідчі Служби безпеки України під процесуальним керівництвом Офісу Генпрокурора розкрили викрадення у 2012 році топ-менеджера приватної газовидобувної компанії «Нафтогазвидобування». Про це повідомляє прес-служба СБУ та Офіс Генпрокурора.
Станом на вересень 2021 р., Микола Рудьковський перебуває під цілодобовим домашнім арештом.

## Благодійність
- Олег Семінський активно займається благодійністю. Фінансує низку соціальних ініціатив[22].
- Активно співпрацює із благодійним фондом «Серце до серця»[23].

## Завод гладкого скла
Ще до обрання в народні депутати Олег Семінський активно сприяв впровадженню проєкту будівництва першого в Україні заводу з виробництва гладкого скла.

## Особисте життя
Розлучений, має 2 дітей.